# Wrząca (powiat pabianicki)
Wrząca – wieś w Polsce położona w województwie łódzkim, w powiecie pabianickim, w gminie Lutomiersk.
Miejscowość położona jest na Wysoczyźnie Łaskiej.
Przez wieś przebiega droga powiatowa nr 03301E pokryta asfaltem.
W latach 1975–1998 miejscowość należała administracyjnie do województwa sieradzkiego.